# Almoloya (Cuautepec de Hinojosa)
Almoloya es una localidad de México perteneciente al municipio de Cuautepec de Hinojosa en el estado de Hidalgo.

## Toponimia
El es Almoloyan, se compone de atl, agua, molo, voz impersonal de moloni, manar la fuente, y yan, lugar; significa: "Lugar en que mana la fuente de agua".

## Geografía
A la localidad le corresponden las coordenadas geográficas 20°1’ 20.848” de latitud norte y 98° 18’ 58.764” de longitud oeste, con una altitud de 2267 m s. n. m. Se encuentra a una distancia aproximada de  2.08 kilómetros al suroeste de la cabecera municipal, Cuautepec de Hinojosa.
En cuanto a fisiografía se encuentra dentro de las provincia del Eje Neovolcánico, dentro de la subprovincia de Lagos y Volcanes de Anáhuac; su terreno es de llanura y lomerío. En lo que respecta a la hidrografía se encuentra posicionado en la región del río Panuco, dentro de la cuenca del río Moctezuma, en la subcuenca del río Metztitlán. Cuenta con un clima templado subhúmedo con lluvias en verano, de humedad media.

## Demografía
En 2020 registró una población de 3010 personas, lo que corresponde al 4.98 % de la población municipal. De los cuales 1409 son hombres y 1601 son mujeres. Tiene 764 viviendas particulares habitadas.
| Gráfica de evolución demográfica de Almoloya entre 1980 y 2020                               |
|                                                                                              |
| Población de los censos y conteos del Instituto Nacional de Estadística y Geografía (INEGI). |

## Economía
La localidad tiene un grado de marginación medio y un grado de rezago social bajo.